# Galgengrundbach
Der Galgengrundbach ist ein linker Nebenfluss des Planitzbaches in Zwickau im Freistaat Sachsen.

## Details
Der Galgengrundbach gehört zum Flusssystem der Elbe. Seine Quelle entspringt südöstlich des Verkehrslandeplatzes Zwickau. Er mündet in Zwickau mit einer Mündungshöhe von 265 m in den Planitzbach.
Vom Wohngebietsteich Neuplanitz bis etwa auf Höhe der Hilfegottesschachtstraße bildet er die Grenze zwischen den Stadtteilen Niederplanitz rechts und Gebiet Reichenbacher Straße und Freiheitssiedlung links sowie die Flurgrenze zwischen den Gemarkungen Niederplanitz rechts und Marienthal bzw. Zwickau links.